# Nicola Rizzoli
Nicola Rizzoli (Mirandola, 5 oktober 1971) is een voormalig Italiaans voetbalscheidsrechter.
Rizzoli debuteerde in de Italiaanse Serie A op 14 april 2002, toen AC Venezia een thuiswedstrijd speelde tegen AC Perugia. De uitspelende partij won met 0-2 en Rizzoli deelde vier gele kaarten uit. Vijf jaar later volgde zijn debuut als internationale arbiter. Op 30 augustus 2007 was hij de leidsman tijdens de UEFA Europa League-wedstrijd tussen Galatasaray SK en Slaven Belupo. Galatasaray won met 2-1 en Rizzoli deelde drie gele prenten uit.
Rizzoli floot op 12 mei 2010 in Hamburg de Europa League-finale tussen Atlético Madrid en Fulham. Drie jaar later kreeg hij de Champions League-finale op Wembley tussen Bayern München en Borussia Dortmund toegewezen.
In maart 2013 noemde de FIFA Rizzoli een van de vijftig potentiële scheidsrechters voor het Wereldkampioenschap voetbal 2014 in Brazilië. Op 15 januari 2014 maakte de wereldvoetbalbond bekend dat hij een van de 25 scheidsrechters op het toernooi zou zijn. Daarbij zou hij geassisteerd worden door Renato Faverani en Andrea Stefani. Zijn optreden in het derde WK-duel, tussen titelverdediger Spanje en finalist Nederland, kwam Rizzoli op kritiek te staan. Het toekennen van een strafschop aan de Spanjaarden in de 27e minuut bleek onterecht te zijn. Uiteindelijk floot hij vier wedstrijden tijdens de WK-eindronde, waaronder de finale tussen Duitsland en Argentinië.
In de zomer van 2017 stopte hij met fluiten en werd scheidsrechtersbaas van de Serie A.

## Interlands
| Datum             | Wedstrijd                   | Uitslag | Competitie           | Kreeg geel | Kreeg voor de tweede keer geel en dus rood | Weggestuurd |
| ----------------- | --------------------------- | ------- | -------------------- | ---------- | ------------------------------------------ | ----------- |
| 12 september 2007 | Duitsland – Roemenië        | 3 – 1   | Vriendschappelijk    | 3          | 0                                          | 0           |
| 17 oktober 2007   | Nederland – Slovenië        | 2 – 0   | Kwalificatie EK 2008 | 3          | 0                                          | 0           |
| 6 september 2009  | Oekraïne – Wit-Rusland      | 1 – 0   | Kwalificatie WK 2010 | 4          | 0                                          | 0           |
| 12 augustus 2009  | Nederland – Engeland        | 2 – 2   | Vriendschappelijk    | 0          | 0                                          | 0           |
| 5 september 2009  | Hongarije – Zweden          | 1 – 2   | Kwalificatie WK 2010 | 4          | 0                                          | 0           |
| 10 oktober 2009   | Estland – Bosnië en Herz.   | 0 – 2   | Kwalificatie WK 2010 | 2          | 0                                          | 0           |
| 3 maart 2010      | Zwitserland – Uruguay       | 1 – 3   | Vriendschappelijk    | 2          | 0                                          | 0           |
| 3 juni 2010       | Duitsland – Bosnië en Herz. | 3 – 1   | Vriendschappelijk    | 1          | 0                                          | 0           |
| 11 augustus 2010  | Rusland – Bulgarije         | 1 – 0   | Vriendschappelijk    | 2          | 0                                          | 0           |
| 7 september 2010  | Zwitserland – Engeland      | 1 – 1   | Kwalificatie EK 2012 | 3          | 1                                          | 0           |
| 3 juni 2011       | België – Turkije            | 1 – 1   | Kwalificatie EK 2012 | 2          | 0                                          | 0           |
| 11 oktober 2011   | Denemarken – Portugal       | 0 – 1   | Kwalificatie EK 2012 | 7          | 0                                          | 0           |
| 15 november 2011  | Montenegro – Tsjechië       | 0 – 1   | Kwalificatie EK 2012 | 7          | 0                                          | 0           |
| 11 juni 2012      | Frankrijk – Engeland        | 1 – 1   | EK 2012              | 2          | 0                                          | 0           |
| 17 juni 2012      | Portugal – Nederland        | 2 – 1   | EK 2012              | 3          | 0                                          | 0           |
| 23 juni 2012      | Spanje – Frankrijk          | 2 – 0   | EK 2012              | 3          | 0                                          | 0           |
| 12 oktober 2012   | Ierland – Duitsland         | 1 – 6   | Vriendschappelijk    | 4          | 0                                          | 0           |
| 14 november 2012  | Rusland – Verenigde Staten  | 2 – 2   | Vriendschappelijk    | 6          | 0                                          | 0           |
| 6 september 2013  | Bosnië en Her. – Slowakije  | 0 – 1   | Kwalificatie WK 2014 | 1          | 0                                          | 0           |
| 11 oktober 2013   | Estland – Turkije           | 0 – 2   | Kwalificatie WK 2014 | 1          | 0                                          | 0           |
| 13 juni 2014      | Spanje – Nederland          | 1 – 5   | WK 2014              | 4          | 0                                          | 0           |
| 25 juni 2014      | Nigeria – Argentinië        | 2 – 3   | WK 2014              | 2          | 0                                          | 0           |
| 5 juli 2014       | Argentinië – België         | 1 – 0   | WK 2014              | 3          | 0                                          | 0           |
| 13 juli 2014      | Duitsland – Argentinië      | 1 – 0   | Finale WK 2014       | 4          | 0                                          | 0           |
| 9 oktober 2014    | Zweden – Rusland            | 1 – 1   | Kwalificatie EK 2016 | 5          | 0                                          | 0           |
| 14 november 2014  | Griekenland – Faeröer       | 0 – 1   | Kwalificatie EK 2016 | 4          | 0                                          | 0           |
| 26 maart 2015     | Frankrijk – Brazilië        | 1 – 3   | Vriendschappelijk    | 0          | 0                                          | 0           |
| 13 juni 2015      | Ierland – Schotland         | 1 – 1   | Kwalificatie EK 2016 | 4          | 0                                          | 0           |
| 4 september 2015  | Duitsland – Polen           | 3 – 1   | Kwalificatie EK 2016 | 2          | 0                                          | 0           |
| 8 oktober 2015    | Albanië – Servië            | 0 – 2   | Kwalificatie EK 2016 | 5          | 0                                          | 0           |
| 14 november 2015  | Zweden – Denemarken         | 2 – 1   | Kwalificatie EK 2016 | 2          | 0                                          | 0           |
| 11 juni 2016      | Engeland – Rusland          | 1 – 1   | EK 2016              | 2          | 0                                          | 0           |
| 18 juni 2016      | Portugal – Oostenrijk       | 0 – 0   | EK 2016              | 6          | 0                                          | 0           |
| 26 juni 2016      | Frankrijk – Ierland         | 2 – 1   | EK 2016              | 5          | 0                                          | 1           |
| 7 juli 2016       | Duitsland – Frankrijk       | 0 – 2   | EK 2016              | 6          | 0                                          | 0           |
| 8 oktober 2016    | Slovenië – Slowakije        | 1 – 0   | Kwalificatie WK 2018 | 8          | 0                                          | 0           |
| 24 maart 2017     | Ierland – Wales             | 0 – 0   | Kwalificatie WK 2018 | 4          | 0                                          | 1           |